# آینده‌پژوه

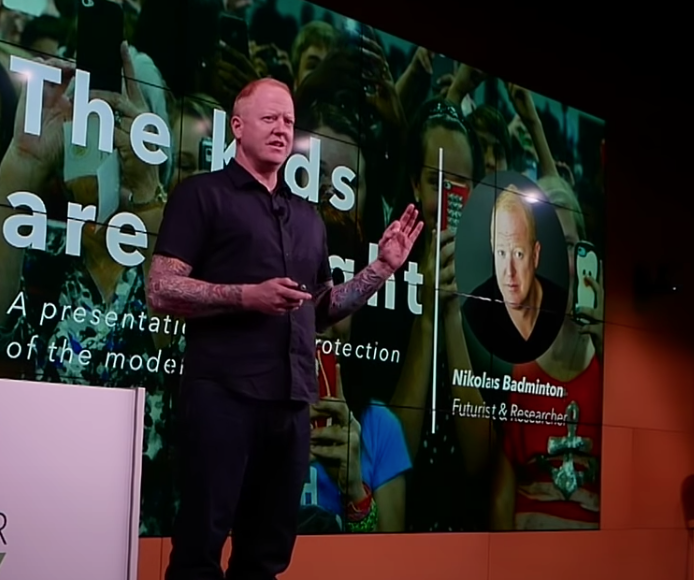
نیکلاس بدمینتون، آینده‌پژوه مشهور در حال سخنرانی در همایش "3 سوال"

آینده‌پژوهان افرادی هستند که تخصص یا علاقهٔ آن‌ها به آینده‌شناسی یا تلاش برای کشف اصولی و قاعده‌مند پیش‌بینی‌ها و احتمالات مربوط به آینده و چگونگی شکل‌گیری آن‌ها از زمان کنونی، چه از دیدگاه ویژهٔ جامعهٔ بشری، چه به‌طور کلی زندگی روی سیارهٔ زمین باشد.

## آینده‌پژوهان پیشین و پیدایش اصطلاح
اصطلاح «آینده‌نگر» بیشتر اشاره به افرادی است که سعی در پیش‌بینی آینده (که بعضاً آنالیز روند نامیده می‌شود) دارند مانند نویسندگان، مشاوران، اندیشمندان، رهبران سازمانی و دیگران که در زمینه‌های میان‌رشته‌ای و نظریه سامانه‌ها درگیر هستند که در پی مشاوره‌دادن به سازمان‌های خصوصی و دولتی در چنین مواردی هستند؛ روندهای متنوع جهانی، امکان سناریوهای احتمالی، فرصت‌های در حال شکل‌گیری در بازارهای نوظهور و مدیریت ریسک. آینده‌پژوه به معنای آینده‌گری در جنبش هنری نیست.
فرهنگ انگلیسی آکسفورد اولین استفاده از اصطلاح Futurism در انگلیسی را سال ۱۸۴۲؛ که برای یک زمینهٔ کلامی، به مفهوم «تحقق پیش‌بینی‌های مسیحی» در آن زمان اشاره‌شده، می‌داند. مورد استفاده بعدی ضبط شده، برچسب تصویب شده توسط آینده نگران ایتالیایی و روسی، جنبش‌های هنری، ادبی و سیاسی دهه‌های ۱۹۲۰ و ۱۹۳۰ است که در پی رد گذشته و سرسختانه طرف‌دار سرعت، فناوری، و اغلب تغییر به‌صورت خشونت بار بود.
تعدادی سازمان وجود دارند که تخصص آن‌ها در این زمینه است که از جملهٔ آنان «انجمن آینده جهانی» است.